# Jane Geddes
Jane Geddes, född 5 februari 1960 i Huntington i New York, är en amerikansk professionell golfspelare.
Geddes tog examen vid Florida State University och blev medlem på den amerikanska LPGA-touren 1983 vilket var samma år som hon blev professionell. Vid slutet av 2005 hade hon vunnit elva LPGA-tävlingar varav två majortävlingar. 1986 vann hon US Womens Open efter särspel mot Sally Little och 1987 vann hon LPGA Championship före Ayako Okamoto och Betsy King. 1987 vann hon ytterligare fyra tävlingar varav två efter särspel.
Hon deltog i det amerikanska Solheim Cup-laget som spelare 1996 och som assisterande kapten till Patty Sheehan 2002 och 2003.

## Meriter

### Majorsegrar
- 1986 US Womens Open
- 1987 LPGA Championship

### LPGA-segrar
- 1986 Boston Five Classic
- 1987 Women’s Kemper Open, GNA/Glendale Federal Classic, Jamie Farr Toledo Classic, Boston Five Classic
- 1991 Jamaica Classic, Atlantic City Classic
- 1993 Oldsmobile Classic
- 1994 Chicago Challenge